# 群馬県道111号大胡停車場線
群馬県道111号大胡停車場線（ぐんまけんどう 111ごう おおごていしゃじょうせん）は、群馬県前橋市の上毛電気鉄道大胡駅から群馬県道40号藤岡大胡線までを結ぶ県道である。
大胡駅東側の藤岡大胡線踏切から上毛線の線路北側を走る100m程のルートとなっている。

## 路線データ
- 起点：大胡停車場[1]（前橋市茂木町）
- 終点：前橋市茂木町41番の3（群馬県道40号藤岡大胡線交点）[注釈 1]

## 歴史
- 1959年（昭和34年）9月18日：群馬県より現・道路法に基づき、県道大胡停車場線（大胡停車場 - 県道玉村大胡線交点〈前橋市本町〉、整理番号90）が路線認定される[2]。
  - 同日、前身路線にあたる旧・県道大胡停車場線（勢多郡大胡町 - 大胡停車場、整理番号100）が路線廃止される[3]。

## 地理

### 通過する自治体
- 群馬県
  - 前橋市

### 交差する道路
- 群馬県道40号藤岡大胡線 - 前橋市茂木町（終点）